# Histoire de la France sous la Cinquième République
Pour des articles plus généraux, voir Histoire politique de la France et Cinquième République (France).

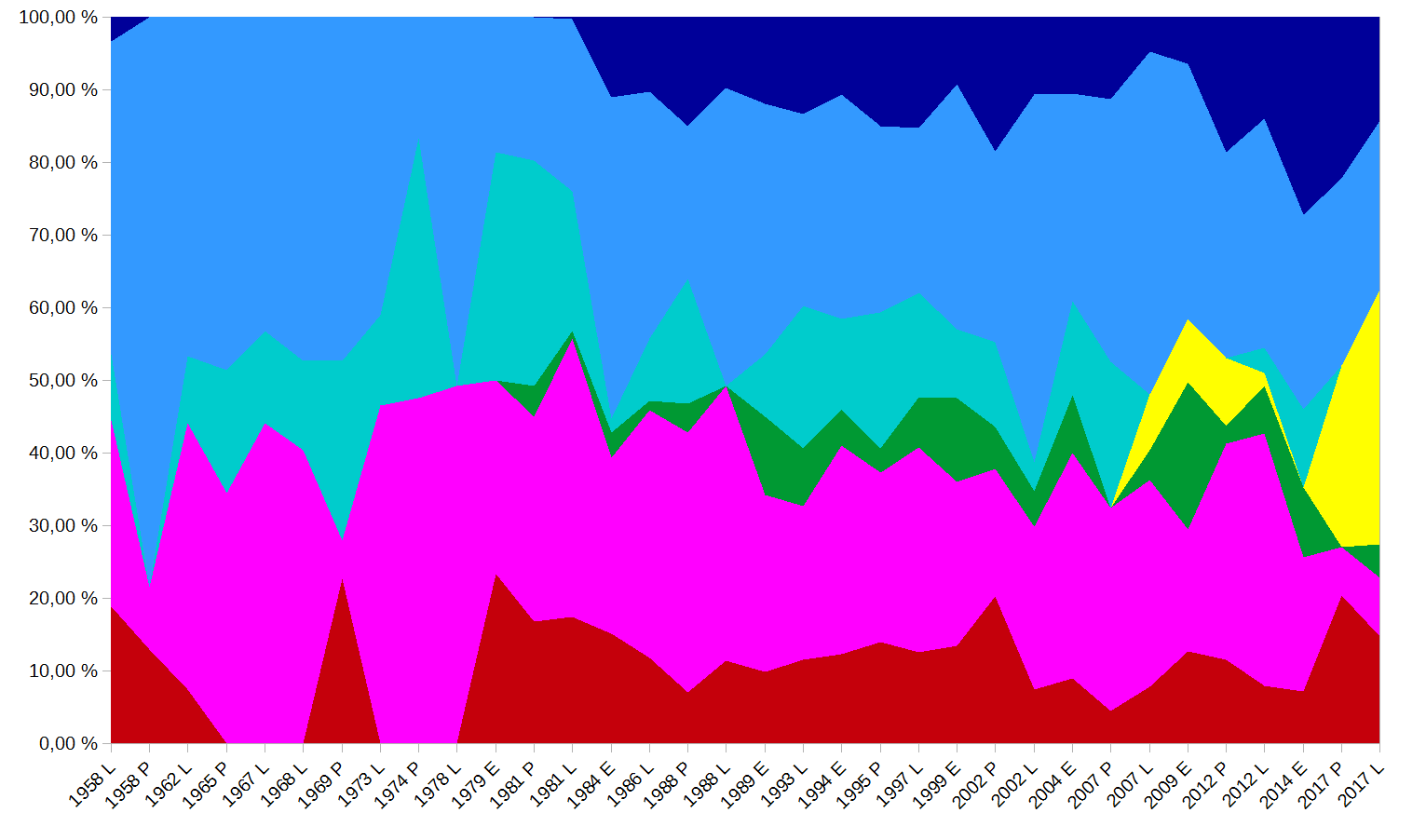
Évolution du paysage politique français depuis 1958 à nos jours : extrême droite (en bleu foncé) ; droite (en bleu) ; centre droit (en bleu clair) ; centre et centre gauche (en jaune) ; écologistes (en vert) ; gauche (en rose) ; extrême gauche à gauche radicale (en rouge). (Mettre à jour : élection présidentielle 2022, législatives 2022, législatives 2024)

L’Histoire de la France sous la Cinquième République correspond à l'Histoire actuelle de la France. Lors du référendum du 28 septembre 1958, la nouvelle constitution est adoptée, et la Cinquième République officiellement proclamée le 4 octobre 1958.
Dans ce régime politique régime semi-présidentiel, le pouvoir exécutif est détenu essentiellement par le président de la République et qu'il partage avec le Premier ministre et le gouvernement qu'il a nommé. C'est un régime politique typiquement français car très rare dans le monde ; ce régime a la réputation d'être à la fois très stable et très souple.
Charles de Gaulle, élu président de la République le 21 décembre 1958, réélu en 1965 face à François Mitterrand, demeure président jusqu'en 1969, date à laquelle l'ancien premier ministre Georges Pompidou lui succède. Les gouvernements successifs appliquaient généralement le programme gaulliste d'indépendance nationale, de modernisation d'une manière interventionniste, avec des élections libres, mais l'État avait le monopole et le contrôle des émissions de radio et des émissions de télévision et cherchait à imposer son point de vue[réf. nécessaire] sur l'actualité. La politique sociale de De Gaulle était foncièrement conservatrice.
À la mort de ce dernier en 1974, Valéry Giscard d'Estaing, candidat de centre-droit, est élu chef de l'État face à François Mitterrand, candidat de l'Union de la gauche. La période de la fin des années 1960 et du début des années 1970 sont notamment marquées par Mai 68, une série de grèves de travailleurs et de révoltes d'étudiants, et par la fin des Trente Glorieuses. 
En 1981, François Mitterrand est élu président de la République, battant le chef de l'État sortant Valéry Giscard d'Estaing et ramenant la gauche au pouvoir pour la première fois depuis la Quatrième République. En 1981, François Mitterrand est élu avec un programme de réformes de grande envergure, le Programme commun. Après s'être assuré une majorité au parlement à l'issue des élections législatives de la même année, son gouvernement mena un programme de réformes économiques et sociales. En 1983, la forte inflation et la crise économique menent à un revirement de la politique économique, connue sous le terme de « tournant de la rigueur » – le gouvernement de gauche s'est alors engagé dans des réformes de politique fiscale et de contrôle des dépenses, et de privatisation des principales banques françaises. Bien que la majorité des nationalisations aient été annulées dès 1984, ou par les gouvernements suivants (de gauche comme de droite), les réformes sociales entreprises ont été maintenues. En politique, le Parti communiste français entame un long déclin, tandis que le Front national constitue, à l'extrême droite, une nouvelle force. Après deux années de cohabitation durant lesquelles il doit travailler avec Jacques Chirac comme premier ministre, François Mitterrand est réélu en 1988 face à ce dernier. La persistance de problèmes sociaux, et notamment du chômage, entraînent en 1993 une nouvelle cohabitation, avec Édouard Balladur comme premier ministre. 
Ayant succédé à François Mitterrand en 1995, Jacques Chirac est confronté aux mêmes problèmes avant d'être lui-même contraint de cohabiter, durant cinq ans, avec Lionel Jospin comme premier ministre. En 2002, Jacques Chirac est réélu face à Jean-Marie Le Pen, après un premier tour qui aura vu l'élimination surprise de Lionel Jospin. En 2007, Nicolas Sarkozy succède à Jacques Chirac, après avoir battu Ségolène Royal lors de l'élection présidentielle. Il doit faire face à la crise financière de 2007-2008 venue des États-Unis. 
En mai 2012, François Hollande succède à Nicolas Sarkozy. Pour la deuxième fois dans l'histoire de la Cinquième République, un président socialiste est élu. En mai 2017, Emmanuel Macron, le plus jeune président de la République et le plus jeune dirigeant français depuis Napoléon Bonaparte, succède à François Hollande. Il est confronté au mouvement des Gilets jaunes puis à la pandémie de Covid-19, qui atteint la France le 24 janvier 2020. Il est réélu en 2022, mais son camp perd la majorité absolue au Parlement à la suite des élections législatives de la même année. Le tripartisme français contemporain (gauche - centre - extrême droite) se confirme lors des législatives de 2024 provoquées par la dissolution de l'Assemblée nationale, et donne lieu à une « crise politique » inédite sous ce régime.

## La fin de la guerre d’Algérie et les débuts de la Cinquième République
À la suite de la crise de mai 1958 et du putsch du 13 mai à Alger, le gouvernement de la Quatrième République se résout à faire appel au général de Gaulle. Le 28 mai, Pierre Pflimlin démissionne et le président René Coty demande au Parlement d'investir de Gaulle, alors que se déroule à Paris une manifestation des partis de gauche, dénonçant un risque de dérive vers un pouvoir personnel. De Gaulle reçoit les pleins pouvoirs et obtient de l'assemblée le droit de préparer une réforme des institutions. Le premier souci du général est de constituer un gouvernement d'union allant des socialistes (Guy Mollet, Jules Moch, Max Lejeune) à la droite (Michel Debré, Jacques Soustelle) en passant par les radicaux et le MRP.
Le 4 juin, de Gaulle se rend à Alger et au balcon du gouvernement général prononce le célèbre « je vous ai compris » que les Français d'Algérie et les partisans de l'Algérie française interpréteront comme une adhésion du général à leur thèse. La politique algérienne de De Gaulle s'inscrira toutefois dans le contexte plus global d'indépendance concrétisé par le discours de Brazzaville (24 août 1958) où il affirmera l'engagement de la France à organiser des référendums dans les anciennes colonies afin de choisir soit l'indépendance, soit le maintien dans la communauté. L'opinion française comprend mal la politique algérienne du Général. La mise en place du plan de Constantine (3 octobre 1958) visant à une modernisation de l'Algérie financée par la métropole et l'intensification des opérations militaires redonnent confiance aux partisans de l'Algérie française.
Après l'élection de Charles de Gaulle à la présidence de la République (21 décembre 1958), ce dernier reste peu explicite sur ses intentions, oscillant entre positions pro-Algérie française et favorables à l'autodétermination. Le 16 septembre 1959, Charles de Gaulle annonce à la télévision qu'il est favorable à l'autodétermination afin de permettre aux Algériens de décider de leur sort. Les Français d'Algérie, indignés, comprennent qu'ils ont été trompés. L'activisme plus ou moins en sommeil se réveille (Pierre Lagaillarde, Guy Forzy et Joseph Ortiz) et la semaine des barricades (24 janvier - 1er février 1960) marque le début d'une opposition forte à la politique du Général.
Si les positions militaires sont nettement à l'avantage des Français ainsi que le contrôle du terrain (démantèlement du réseau Jeanson d'aide au FLN), la gauche (syndicats, UNEF, intellectuels) demande une négociation et proclame le droit à l'insoumission.
À la fin 1960, les événements s'accélèrent : le GPRA demande un référendum sous contrôle de l'ONU, le général de Gaulle évoque de plus en plus l'Algérie algérienne et organise le 8 janvier 1961 un référendum qui donne au oui une forte avance. Le 22 avril 1961, un putsch se produit à Alger. Les généraux Raoul Salan, Edmond Jouhaud, André Zeller et Maurice Challe s'emparent du pouvoir et neutralisent les pouvoirs civils. L'opération montée avec certains régiments de la légion (1er REP notamment) ne recueille pas les ralliements souhaités et de Gaulle prend les mesures d'urgence pour barrer la route à « ce quarteron de généraux en retraite ». Le 17 octobre 1961, une manifestation d'Algériens organisée à Paris par la Fédération de France du FLN, visant à boycotter le couvre-feu appliqué seulement aux Nord-Africains, est réprimée dans le sang. Ce massacre est largement orchestré par le préfet de police de Paris, Maurice Papon.

## La présidence du général de Gaulle: la République gaullienne

Organigramme de la Ve République

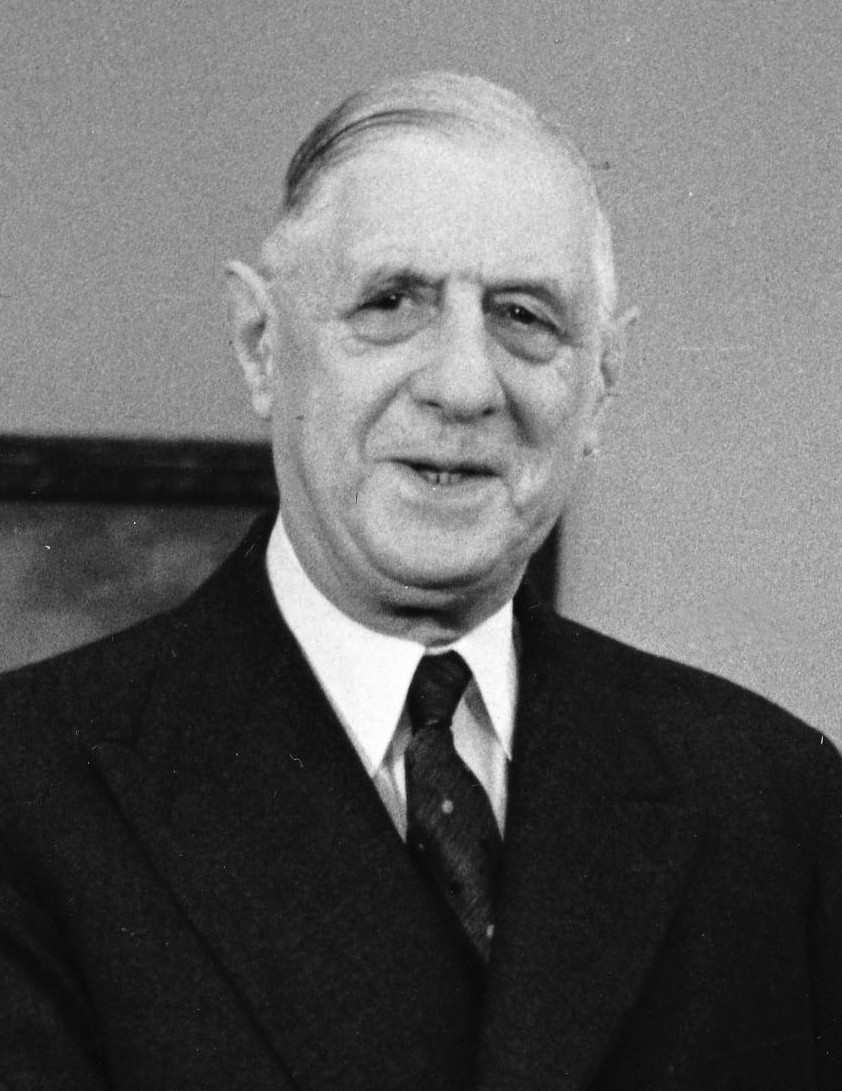
Charles de Gaulle en 1963.

Finalement, le 28 mai 1958, à la suite des manifestations nationalistes du 13 mai en Algérie, le gouvernement Pflimlin favorable à une négociation fut renversé. Le Parlement légitima le coup d'État et le président René Coty demanda fin mai au général de Gaulle de prendre la direction du pays, afin d'éviter une éventuelle guerre civile. De Gaulle devint président du Conseil en juin 1958, obtint les pleins pouvoirs et fut chargé de rédiger une Constitution qui fut celle de la Cinquième République. Il fut élu président de la République en décembre de la même année. Michel Debré, principal rédacteur de la constitution, devint le premier Premier ministre de la Cinquième République.
Si les régimes de la Troisième et de la Quatrième République ont été qualifiés de régime des partis, c'est que l'élection à la Chambre des députés relevait de la proportionnelle. D'où l'impossibilité d'avoir une majorité stable et durable. Pour former une majorité ou une coalition il fallait des alliances entre partis, de tailles variables ; la durée des coalitions était fonction des intérêts de chaque parti la composant. Aux élections législatives de 1951 on inventa même le système des « apparentements », qui permettait aux partis qui s'étaient « apparentés » (i.e. alliés) de remporter l'ensemble des sièges à pourvoir dans le département dès lors que leur liste avait au moins 50 % des voix. Le scrutin majoritaire à deux tours mis en place dans la constitution de la cinquième République, met fin à cette pratique. Il est assez proche des régimes des grandes démocraties anglo-saxonnes où s'opposent travaillistes/conservateurs et républicain/démocrates. En revanche, ce système n'assure pas la représentation des petits partis. En 1962, un référendum décide de l'élection du président de la République au suffrage universel.

### La formation du premier gouvernement Pompidou (avril 1962)
Après le référendum d'avril 1962 approuvant les accords d'Évian qui mettent fin à la guerre d'Algérie, Georges Pompidou est nommé Premier ministre le 14 avril 1962. C'est-un quasi inconnu que nomme le général de Gaulle pour succéder à Michel Debré. Sa carrière faillit s'interrompre quand[Quand ?] il mit sa démission en jeu[réf. nécessaire] pour obtenir du Général de Gaulle la grâce du général Jouhaud, l'un des putschistes d'Alger, qui aurait dû être fusillé après sa condamnation à mort.
Pompidou forme son premier gouvernement avec cinq ministres d'État : André Malraux qui conserve son poste aux Affaires culturelles, l'éphémère Pierre Pflimlin du MRP à la Coopération, Louis Jacquinot (proche des Républicains indépendants de Giscard) aux DOM-TOM, tandis que Louis Joxe est reconduit aux Affaires algériennes et que Gaston Palewski, qui sera, avec Pierre Messmer, « fortement irradié » lors de l'accident de Béryl le 1er mai 1962, est chargé de la Recherche scientifique et des questions atomiques. Outre ces ministres, on retrouve l'inamovible Maurice Couve de Murville aux Affaires étrangères (occupant ce poste depuis le retour au pouvoir de De Gaulle en 1958, il le restera dix ans), Roger Frey à l'Intérieur, Pierre Messmer aux Armées (il conserve ce poste de 1960 à 1969) et Giscard aux Finances. Les fidèles gaullistes ont donc une part importante dans ces gouvernements, et la continuité de leur présence, à travers les différents gouvernements, à des ministères clefs, assure le maintien de la politique gaullienne de la France: par-delà les différents gouvernements, de Debré à Pompidou et jusqu'à son départ en 1969, c'est bien le président qui contrôle la politique extérieure et intérieure de la France.
À la suite de la conférence de De Gaulle rejetant l'« Europe intégrée », les cinq ministres du MRP (dont Pflimlin et Maurice Schumann) démissionnent le 15 mai 1962, conduisant à un remaniement ministériel. Deux légers remaniements ont lieu en septembre, alors que la droite obtient la majorité lors des sénatoriales, et en octobre 1962.
Le 28 octobre 1962, le succès du référendum sur l'élection au suffrage universel du président de la République renforce la position de De Gaulle. Le choix de ne pas passer par l'article 89 de la Constitution qui prévoit les procédures de révision constitutionnelle conduit l'ensemble des partis, hormis la majorité gaulliste, à voter une motion de censure le 5 octobre 1962 contre le gouvernement. Pompidou présente alors sa démission, refusée par de Gaulle, qui préfère dissoudre l'Assemblée nationale le 10 octobre. Jusqu'au référendum, le gouvernement se contente d'expédier les affaires courantes.
Le président du Sénat Gaston Monnerville (GD) parle quant à lui de « forfaiture » et saisit le Conseil constitutionnel, qui se déclare, le 6 novembre 1962, incompétent pour juger inconstitutionnelle une réforme approuvée par référendum, quand bien même elle n'aurait pas respecté l'art. 89.

### Second gouvernement Pompidou (novembre 1962-1966)
Les législatives de fin novembre 1962 sont remportées par les gaullistes (51,34 %), mais les accords de désistement entre le PCF et la SFIO au second tour leur permet une progression importante de leurs sièges. Pompidou forme alors son deuxième gouvernement, fin novembre, qui dura jusqu'à 1966. Celui-ci a une composition semblable au premier, formé majoritairement de membres de l'UNR gaulliste et de quelques Républicains indépendants, représentant la tendance libérale (au sens économique), regroupés autour de Giscard.
Le 22 janvier 1963, de Gaulle signe avec le chancelier allemand Konrad Adenauer le traité de l'Élysée, concrétisant ainsi le rapprochement franco-allemand.
Aux cantonales de mars 1964, la gauche progresse nettement, de même que lors des sénatoriales de septembre 1965. Lors des municipales de mars 1965, la droite ne l'emporte qu'à l'aide des candidats divers droite, non affiliés aux partis principaux: le PCF obtient autant que les Républicains indépendants (3,7 %) et la SFIO obtient légèrement plus que l'UNR gaulliste (8,7 % contre 8,5 %).
Au niveau de l'aménagement du territoire, la promulgation en 1964 de la loi Debré sur la résorption des bidonvilles accorde un rôle important à la SONACOTRA, créée en 1956 sous le nom de « Société nationale de construction de logements pour les travailleurs algériens et leurs familles ». Les années 1960 sont en effet aussi celles où l'État et les patrons français font appel à la main d'œuvre d'origine étrangère. L'État initie alors une politique de construction intensive des foyers de travailleurs migrants, entre 1966 et 1972. C'est aussi en 1963 que Michel Debré met en place le BUMIDOM (Bureau pour le développement des migrations dans les départements d'outre-mer) qui a « pour objet de contribuer à la solution des problèmes démographiques intéressant les départements d'outre-mer. » Celui-ci a été impliqué dans le scandale dit des « Enfants de la Creuse ».
En avril 1965, les six États membres de la Communauté économique européenne (CEE) signent le Traité de fusion des exécutifs communautaires, qui fusionnent les exécutifs de la CEE avec ceux de la Communauté européenne du charbon et de l'acier (CECA) et Communauté européenne de l'énergie atomique. Deux mois plus tard, opposé à la construction d'une fédération européenne, de Gaulle pratique la « politique de la chaise vide », qui ouvre une crise, résolue en janvier 1966: le principe du vote à la majorité qualifiée est suspendu lorsque des intérêts importants d'un des États membres de la CEE est en jeu.
Alors que la campagne pour la première élection présidentielle au suffrage universel direct depuis le 10 décembre 1848 a déjà commencé, une affaire mystérieuse jette un froid sur le pouvoir. En effet, le 29 octobre 1965, l'opposant socialiste marocain Mehdi Ben Barka est enlevé devant la brasserie Lipp, à Paris, avec la complicité du Service de documentation extérieure et de contre-espionnage (SDECE). Ben Barka était en train d'organiser la Conférence tricontinentale de La Havane, prévue pour 1966, qui devait réunir les « mouvements révolutionnaires du tiers monde », sorte de pendant des partis anticolonialistes au Mouvement des non-alignés. Le 21 février 1966, les responsabilités de l'État français n'étant pas encore connues, de Gaulle déclare : « Du côté français que s'est-il passé ? Rien que de vulgaire et de subalterne. Rien, absolument rien, n'indique que le contre-espionnage et la police, en tant que tels et dans leur ensemble, aient connu l'opération, a fortiori qu'ils l'aient couverte ». Une enquête judiciaire est néanmoins ouverte; quarante ans après, elle se poursuit, l'affaire d'État, qui implique à la fois la France et le Maroc de Hassan II, n'ayant pas été éclaircie.
En décembre 1965, l'élection présidentielle a lieu. De Gaulle ne s'était officiellement présenté que le 4 novembre (une semaine après l'enlèvement de Ben Barka), déclarant au JT de 20 heures: « Que l'adhésion franche et massive des citoyens m'engage à rester en fonctions, l'avenir de la République nouvelle sera décidément assuré. Sinon, personne ne peut douter qu'elle s'écroulera aussitôt ». À gauche, François Mitterrand (Convention des institutions républicaines) a réussi à obtenir le soutien de tous les partis, de la SFIO au PCF. Ce dernier réussit à mettre De Gaulle en ballotage : Mitterrand obtient près de 32 % des voix, tandis que de Gaulle obtient 44,65 % des voix. Jean Lecanuet, candidat du MRP, obtient plus de 15 %, et le candidat de l'extrême-droite, Jean-Louis Tixier-Vignancour (qui a Jean-Marie Le Pen comme directeur de campagne) obtient un peu plus de 5 %. De Gaulle est élu au second tour avec 55 % des voix (le taux d'abstention, lors du 1er et 2e tour, avoisine les 15 %, tandis que la campagne marque l'importance nouvelle de la télévision, la France comptant alors plus de 6 millions de récepteurs[réf. nécessaire]).

### Troisième et quatrième gouvernement Pompidou (janvier 1966-31 mai 1968)
Début 1966, Pompidou forme son troisième gouvernement, qui dure jusqu'en avril 1967. Valéry Giscard d'Estaing, impopulaire au Ministère de l'Économie, est remplacé par le fidèle du général Michel Debré. Giscard fonde alors la Fédération nationale des républicains et indépendants, qui, tout en proclamant son appartenance à la majorité, se déclare « centriste » et « européen », tranchant ainsi avec le refus de De Gaulle d'accepter l'adhésion du Royaume-Uni à la CEE, refus renouvelé en 1967. Jacques Chirac, surnommé « mon bulldozer » par Pompidou, obtient sa première fonction gouvernementale, en tant que secrétaire d'État à l'Emploi auprès du ministre des Affaires sociales Jean-Marcel Jeanneney.
La Fédération de la gauche démocrate et socialiste (FGDS), qui rassemble à l'initiative de François Mitterrand les courants non-communistes depuis décembre 1965, s'organise en mars 1966 en contre-gouvernement, à l'image du shadow cabinet britannique. Alors qu'une grève générale est organisée à l'appel de tous les syndicats, l'opposition socialiste dépose au printemps 1966 une motion de censure, défendue par Guy Mollet, contre le gouvernement : elle proteste en effet contre le retrait du commandement intégré de l'OTAN, décidé par De Gaulle en mars, Maurice Faure (du Rassemblement démocratique) déclarant alors « si chacun de nos alliés se comportait comme vous le faites et prenait les décisions que vous venez de décréter, cela ne signifierait rien d'autre que le retrait de toutes les forces américaines du continent européen ».
Lors des législatives de mars 1967, la majorité recule au profit de la gauche, qui confirme son avantage lors des cantonales de septembre 1967. À la demande de De Gaulle, Pompidou, réélu dans le Cantal, forme alors son quatrième gouvernement, qui dure jusqu'au 31 mai 1968. Critiqué par le PCF, le contre-gouvernement de la FGDS ne se rassemble plus que sporadiquement, avant de se dissoudre après mai 68. Marie-France Garaud, qui deviendra avec Pierre Juillet l'éminence grise de Pompidou, est nommée chargée de mission auprès du Premier ministre.
Le nouveau gouvernement Pompidou prend un certain nombre de mesures: mise en place du Plan Calcul, sous l'impulsion du Ministre de l'Économie Michel Debré; création en juillet 1967 de l'ANPE, alors que la France compte 430 000 chômeurs, soit 2 % de la population active; la participation des salariés aux résultats de l'entreprise devient obligatoire dans les entreprises de plus de 100 salariés; et loi Neuwirth autorisant la contraception, en décembre 1967. On inaugure aussi l'autoroute du Nord, reliant Paris à Lille.

#### La guerre du Biafra
C'est en mai 1967 qu'éclatent à la fois la guerre du Biafra, qui fait de un à deux millions de morts, et les émeutes en Guadeloupe, dont la répression fait entre 80 et 200 morts.
Soutenue par de Gaulle, qui déclare à son conseiller aux affaires africaines Jacques Foccart souhaiter le « morcellement » du Nigeria, Paris alimente en armes, sous couvert d'aide alimentaire, la sécession menée par le colonel Ojukwu. Ce dernier a installé à Paris le Biafra Historical Research Center, où travaillent le mercenaire Bob Denard et Roger Faulques, ex-colonel pendant la guerre d'Algérie et ancien du 1er régiment étranger de parachutistes. Au milieu de l'année 1968, les premières photos de Biafrais victimes de la famine sont médiatisées, alarmant l'opinion publique internationale. Le Nigeria est alors soupçonné de génocide envers les Igbos. Les French doctors (Bernard Kouchner, etc.) lancent alors l'ONG Médecins sans frontières pour venir en aide aux réfugiés. De l'autre côté, Londres et Moscou soutiennent le Nigeria du général chrétien Yakubu Gowon, ainsi que Washington (qui s'abstient cependant de l'alimenter en armes).
Le Nigeria avait déjà agacé Paris en étant l'un des seuls pays, avec le Maroc, à protester vivement contre le troisième essai nucléaire français, Gerboise rouge, effectué le 27 décembre 1960 à Reggane, au Sahara algérien. Lagos avait alors expulsé l'ambassadeur de France Raymond Offroy et interdit aux avions et aux navires français de toucher son sol, provoquant la colère de de Gaulle et de Pierre Messmer, alors ministre des Armées. Quarante ans plus tard, ce dernier déclara :

« Je ne pardonnai pas [au Nigéria] son attitude après nos tirs nucléaires à Reggane. Ça permettait [le soutien au Biafra] de lui faire payer ! Il avait été à la fois provoquant et ridicule. Provoquant, en essayant de soulever les gouvernements africains contre les tirs nucléaires français. Et ridicule en disant : "Nous Nigéria, nous aurons la bombe atomique." Ce sont des grotesques. Je ne leur ai pas pardonné. »

#### Mai 68
Pendant les événements de mai 68, tout en négociant avec les représentants syndicaux les accords de Grenelle — avec l'aide précieuse de son Secrétaire d'État à l'Emploi Jacques Chirac —, il préconise auprès du général de Gaulle la dissolution de l’Assemblée. Beaucoup[Qui ?] dans l’entourage du général jugent cette proposition « suicidaire » et penchent pour un référendum, pensant que c'est l'alliance de Gaulle-Pompidou (fermeté du général-négociations du Dauphin, comme pour les négociations de Grenelle) qui va faire sortir le pays de ce séisme. De Gaulle dissout onze organisations révolutionnaires par le décret présidentiel du 12 juin 1968. À la suite de celui-ci, la Gauche prolétarienne, à laquelle appartient Jean-Paul Sartre, est créée. L'Organisation communiste internationaliste (OCI) de Pierre Lambert obtiendra en 1970 l'annulation par le Conseil d'État de sa dissolution en contestant l'application du décret à elle-même. À droite, le Service d'action civique (SAC), une officine du pouvoir gaulliste, crée l'Union nationale inter-universitaire (UNI), un syndicat étudiant de droite, afin de contrer la gauche. L'extrême-droite nationaliste n'est pas en reste, le groupe Occident n'ayant pas été dissous par le décret du 12 juin.
De mauvaise grâce, le président finit par se rallier aux conseils de son Premier ministre et les élections qui s’ensuivent (23 et 30 juin 1968) sont un triomphe pour l’UDR (Union pour la défense de la République) qui rassemble l’ancienne UNR (devenue entre-temps UD-Ve) et quelques ralliés (Républicains indépendants et quelques centristes).
Georges Pompidou est réélu dans le Cantal, la gauche est battue, nombre de ses leaders ne sont pas réélus, en particulier Pierre Mendès France. Mais de Gaulle, irrité d’avoir eu tort contre Pompidou, contraint celui-ci à démissionner le 10 juillet, le plaçant « en réserve de la République ». Il est remplacé par Maurice Couve de Murville.
Ce dernier dirige un gouvernement éphémère (1968-1969), qui répond toutefois à la crise universitaire en promulguant la loi Faure (novembre 1968), qui modifie profondément l'organisation de l'université, dans le sens d'une plus grande démocratisation de celle-ci.

### De la rupture entre Pompidou et de Gaulle à l'élection à la présidence de Pompidou
À l'automne 1968, l'affaire Marković éclate : le garde du corps d'Alain Delon a été assassiné. On tente alors de compromettre Pompidou en faisant circuler des rumeurs à son sujet (on parle de photos d'orgies où Claude Pompidou, sa femme, figurerait). Blessé à l'extrême, il reprochera à l’Élysée de ne pas l'avoir averti, d'avoir laissé cette rumeur déshonorante, basée sur les paroles d'un voyou, se propager. C'est le point de rupture définitif entre le général et Pompidou. Pompidou se consacre alors à ses mandats locaux.
Interrogé le 13 février 1969 par la Télévision suisse romande sur le fait de savoir s'il pensait avoir un avenir politique, Pompidou répondit alors : « Je ne pense pas avoir d'avenir politique ; j'ai un passé politique; j'aurai peut-être un jour, si Dieu le veut, un destin national »[réf. nécessaire]. Cette déclaration lui valut toutefois une remontrance officielle de l'Élysée, qui la déclare prématurée.
Deux mois plus tard, de Gaulle démissionne après l'échec du référendum sur la réforme du Sénat et la régionalisation, qui se présente comme un plébiscite en faveur du général. Le NON obtient 52,41 % des voix le 27 avril 1969, désavouant ainsi de Gaulle. Une élection présidentielle est organisée, qui voit s'opposer le candidat gaulliste Pompidou, soutenu par les Républicains indépendants de Giscard, au candidat de droite Alain Poher, tandis que la gauche est divisée, le candidat communiste, Jacques Duclos, arrivant 3e, talonnant Poher avec plus de 21 % des voix (contre 23 % pour Poher), le nouveau Parti socialiste, qui succède à la SFIO, n'obtenant qu'un peu plus de 5 % sur la candidature de Gaston Defferre, tandis que Michel Rocard obtient 3,61 % des voix pour le Parti socialiste unifié (PSU).
La présidence Pompidou (1969-1974) commence, avec le gouvernement Chaban-Delmas (juin 1969-juillet 1972), qui présente un programme de « nouvelle société » pour faire face au défi représenté par l'explosion de mai 68. À gauche, les mouvements non-communistes s'unissent au sein du PS, le congrès d'Épinay (juin 1971) aboutissant à l'élection de François Mitterrand comme secrétaire général, chargé de préparer le Programme commun de gauche, signé le 26 juin 1972 avec le PCF de Georges Marchais et le Parti radical de gauche.

## La présidence de Georges Pompidou (1969-1974)

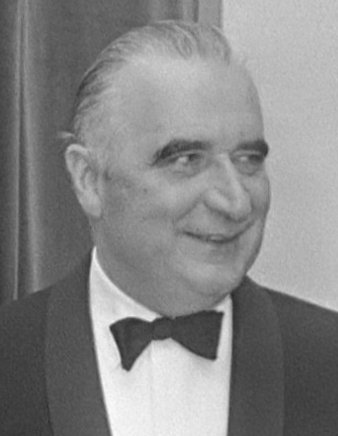
Georges Pompidou en 1969.

L'élection présidentielle de 1969 est anticipée du fait de la démission de Charles de Gaulle. Dans sa campagne électorale Georges Pompidou veut se démarquer de l'héritage gaulliste, prônant « le changement dans la continuité ». Le second tour de scrutin voit la nette victoire, malgré un important taux d'abstentions, de Georges Pompidou sur le président par intérim Alain Poher, avec 58,21 % des suffrages exprimés. Si le candidat communiste, Jacques Duclos, remporte un score inattendu, le second tour n'en voit pas moins l'élimination de la gauche et voit l'affrontement d'un candidat de droite et d'un candidat de centre-droit. Gaston Defferre, candidat de la SFIO soutenu par Pierre Mendès France, connait un lourd échec.
Le nouveau président nomme à Matignon Jacques Chaban-Delmas, qui appelle de ses vœux une « nouvelle société ». Le pays connaît alors une forte croissance. Georges Pompidou réaffirme la prééminence absolue du président de la République, fait du secteur industriel la priorité du gouvernement. La fin des années 1960 et le début des années 1970 sont ainsi marqués par la concrétisation de plusieurs projets industriels et technologiques de grande envergure : le premier Concorde vole le 2 mars 1969, le consortium aéronautique européen Airbus est créé en 1970, le premier prototype de TGV (TGV 001) d'Alstom commence ses essais en 1972 et le programme spatial européen Ariane est lancé sur proposition française en 1973.
Mais Jacques Chaban-Delmas exprime alors son désaccord, et démissionne; il est remplacé par Pierre Messmer au poste de Premier ministre. Le choc pétrolier de 1973 assombrit la fin du mandat présidentiel de Georges Pompidou, qui est interrompu par son décès brutal le 2 avril 1974, à cause de la maladie de Waldenström.
Du côté de l'opposition, la SFIO disparait en 1969 pour laisser la place au Parti socialiste : en 1971, au congrès d'Épinay, François Mitterrand en prend le contrôle. En 1972, le PS définit un programme commun avec le PCF et les radicaux de gauche, ce qui permet à François Mitterrand d'être le candidat unique de la gauche à l'élection anticipée de 1974.

### Politique intérieure
Au niveau national, Georges Pompidou entend moderniser la France : il continue la modernisation économique et l'industrialisation, tout en devant faire face à des conflits sociaux et aux premiers contrecoups du choc pétrolier de 1973.

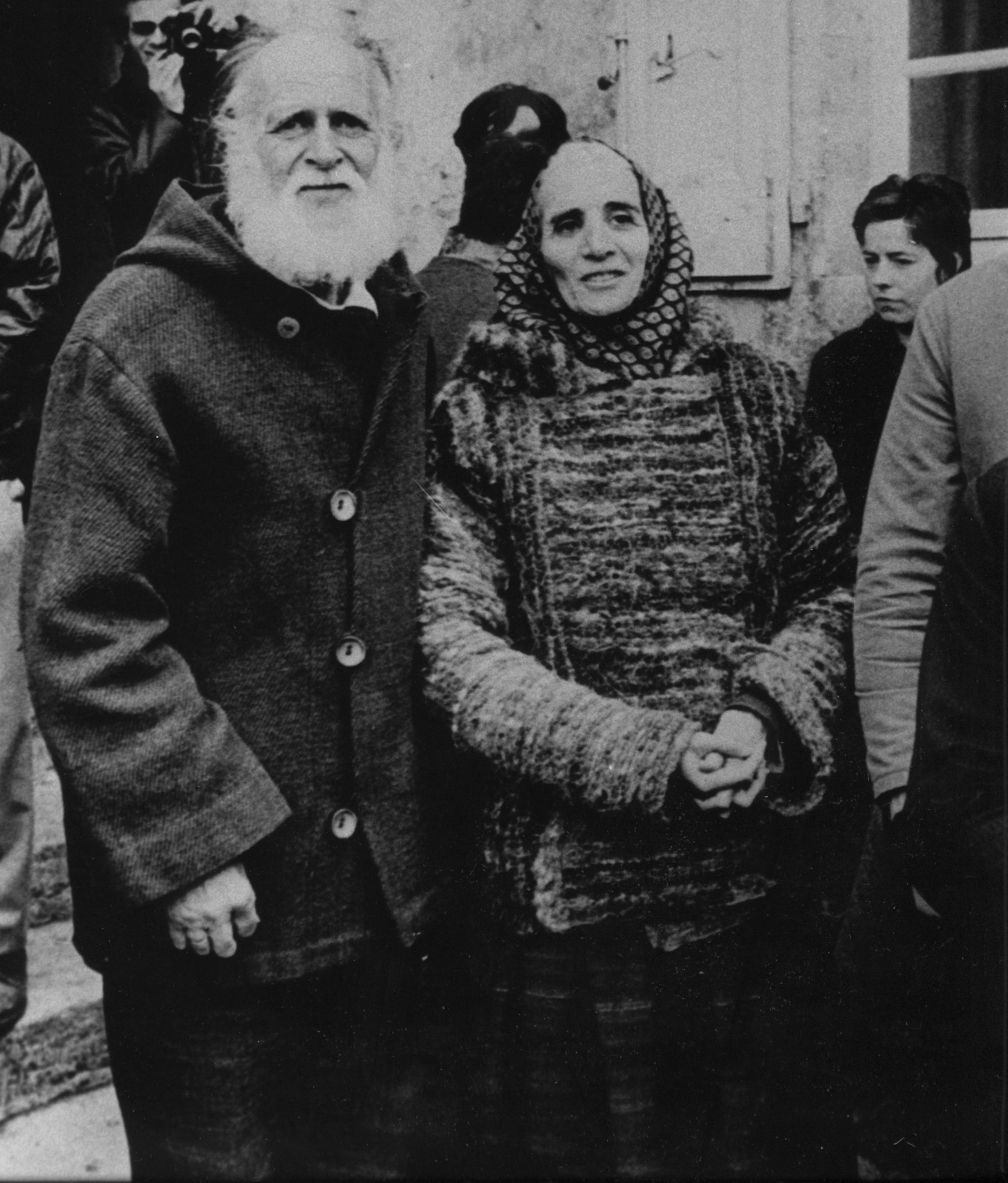
Lanza del Vasto au moment de son jeûne sur le Larzac contre l'extension du camp militaire.

Il développe l'automobile au détriment des autres modes de transport. Il dit à ce propos en 1971 : « Il faut adapter la ville à l'automobile ». Le nombre de cyclistes régresse et le nombre d'automobilistes augmente significativement. Dans bon nombre de villes beaucoup de vieux quartiers sont détruits pour faire place à des voies express ou élargir certains axes comme à Lyon avec le tunnel de Fourvière[réf. nécessaire]. En matière d'aménagement du territoire, il soutient aussi le plan autoroutier pour Paris. Il fait fermer de nombreux réseaux de chemins de fer secondaires au nom de la modernité.
Il favorise le développement de l'agriculture intensive et de l'agro-industrie par la mécanisation et l'utilisation d'engrais et de pesticides. Dans le même temps, il lance les premiers labels et les appellations d'origine contrôlée.
Confronté à l'agitation gauchiste, le ministre de l'Intérieur Raymond Marcellin décide de limiter la liberté d'association prévue par la loi 1901, en soumettant celle-ci à un contrôle administratif. Il s'oppose en particulier à la constitution, par Simone de Beauvoir, d'une association visant à reconstituer la Cause du peuple, une organisation maoïste. Le projet de Marcellin essuie cependant un refus du Conseil constitutionnel (décision Liberté d'association du 16 juillet 1971, qui consacre cette dernière comme principe fondamental reconnu par les lois de la République, amorçant une « révolution constitutionnelle »).
L'après-mai 68 est aussi marqué par le projet autogestionnaire du Parti socialiste unifié (PSU) et de la CFDT, qui appuient l'expérience de Lip à Besançon. Dans le Larzac, un mouvement pacifiste s'oppose à l'extension d'un camp militaire décidé par le ministre de la Défense Michel Debré. C'est aussi l'époque du mouvement hippie.

### Politique extérieure

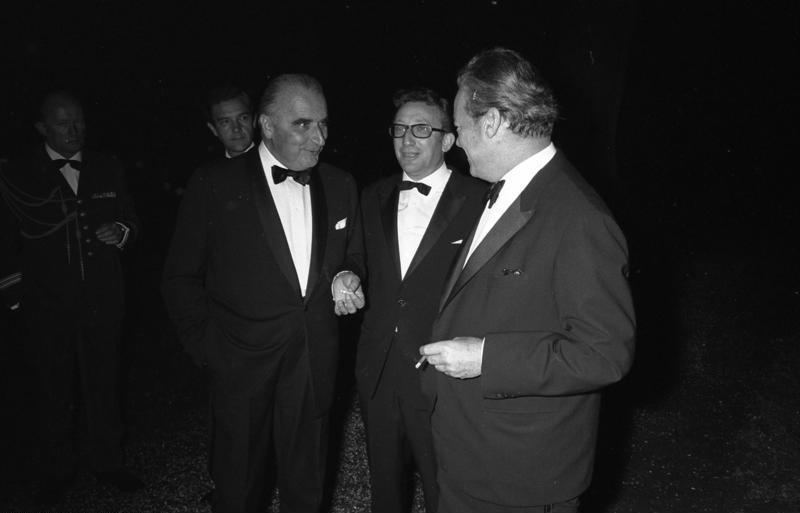
Georges Pompidou et le chancelier ouest-allemand Willy Brandt, en 1972.

La première initiative de Pompidou en politique extérieure est de convoquer un sommet des chefs d'État des six membres de la Communauté économique européenne pour rompre l'isolement diplomatique de la France et donner une nouvelle dynamique à la construction européenne : c'est la relance de La Haye. Si la défense des intérêts nationaux de la France sont prioritaires, il se montre sincèrement européiste.
Sur la scène internationale, Georges Pompidou continue la politique gaullienne d'indépendance tout en l'assouplissant, notamment à l'égard des États-Unis et du Royaume-Uni. Alors que Nixon est au pouvoir aux États-Unis, la firme Westinghouse cède en 1974 sa licence concernant les réacteurs nucléaires à eau pressurisée à FRAMATOME, permettant à celle-ci de construire le parc nucléaire français actuel.

## La présidence de Valéry Giscard d’Estaing (1974-1981)

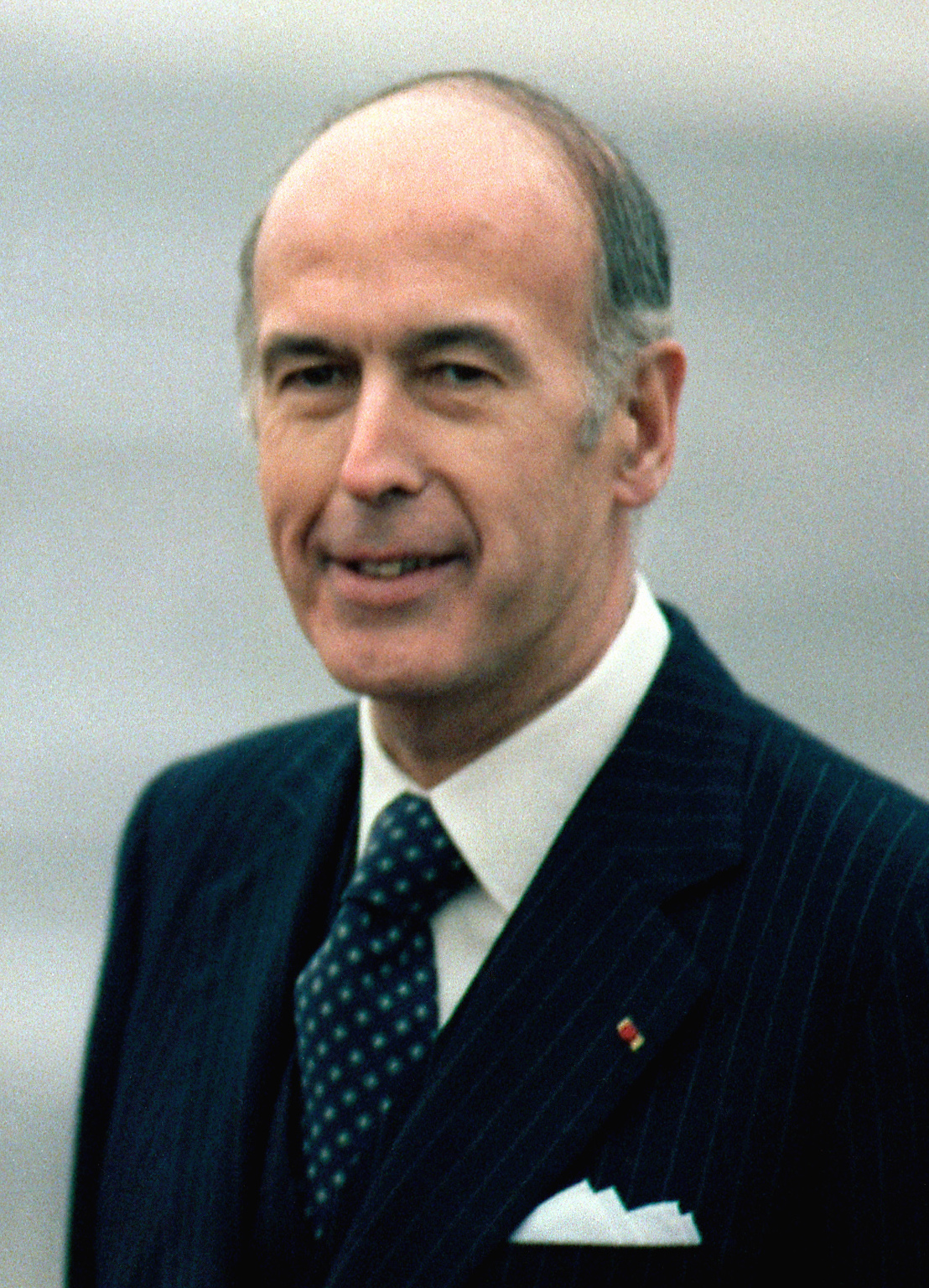
Valéry Giscard d’Estaing en 1978.

Après le décès de Georges Pompidou, le 2 avril 1974, Valéry Giscard d'Estaing se présente à l'élection présidentielle. Bénéficiant du soutien de Jacques Chirac, il élimine Jacques Chaban-Delmas au premier tour.
Entre les deux tours, le débat qui l'oppose à François Mitterrand lui donne un avantage décisif, la phrase « Vous n'avez pas le monopole du cœur » ayant marqué tous les esprits. Il est élu d'extrême justesse, avec 50,81 % des suffrages, le 19 mai 1974 et devient le troisième président de la Cinquième République, le plus jeune, à l'âge de 48 ans.
Le septennat de Valéry Giscard d'Estaing est marqué par les conséquences des deux chocs pétroliers qui brisent la dynamique des Trente Glorieuses. Devant la nécessité d'économiser l'énergie, le gouvernement restaure en 1975 l'ancien changement d'heure pendant les mois d'été, mesure permettant une économie d'électricité pour l'éclairage du soir. Il décide aussi de poursuivre et d'intensifier le programme de développement de l'énergie nucléaire civile engagé par son prédécesseur. Cette période est aussi marquée par l'apparition du chômage de masse.
Quelques lois importantes réformant les droits civiques sont également votées : loi fixant la majorité civile à 18 ans (1974), loi Veil autorisant l'avortement sous certaines conditions (1975), loi instaurant le divorce par consentement mutuel (1975), décret donnant droit au regroupement familial des immigrés (1976), loi informatique et libertés (1978).
En 1976, Jacques Chirac, déclarant ne pas disposer des moyens d'accomplir sa mission, démissionne de son poste de Premier ministre. Il est remplacé par l'économiste Raymond Barre, chargé de lutter contre la crise. Jacques Chirac se positionne dès lors en rival de Valéry Giscard d'Estaing : en décembre 1976, il transforme l'UDR en RPR et, en 1977, conquiert la mairie de Paris. Durant la même période, l'Union de la gauche ne résiste pas aux déconvenues électorales et le Parti communiste français de Georges Marchais rompt avec les socialistes.

## La présidence de François Mitterrand (1981-1995)

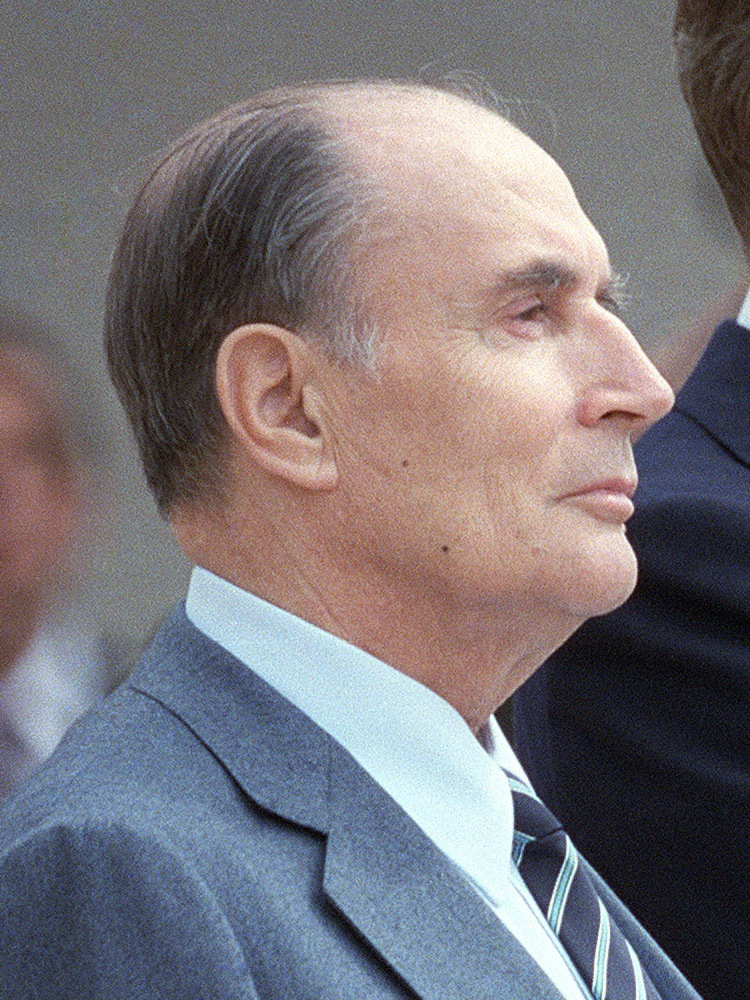
François Mitterrand en 1984.

### Premier septennat (1981-1988)
En 1981, l'élection de François Mitterrand à la Présidence de la République bouleverse à nouveau les rapports de forces au sein du système partisan français. Au cours de cette élection et des législatives qui suivront, le Parti communiste perd une grande partie de son audience à gauche au bénéfice du Parti socialiste, qui devient très largement majoritaire de seul à l'Assemblée nationale. Le 24 avril 1981, Valéry Giscard d'Estaing arrive en tête du premier tour de l'élection présidentielle. Face à François Mitterrand, et n'ayant pas reçu le soutien de Jacques Chirac, il perd le second tour de l'élection, n'obtenant que 48,24 % des suffrages exprimés. François Mitterrand est élu président de la République, le 10 mai 1981, avec 51,76 % des suffrages exprimés contre le président sortant, Valéry Giscard d'Estaing, qui l'avait battu 7 ans auparavant. Les années 1980 marqueront l'avènement d'une nouvelle ère dans la vie politique française. Si à droite les rapports de forces restent inchangés, le PCF amorce de manière brutale un inexorable déclin, le PS devenant progressivement hégémonique dans le camp de la gauche de gouvernement.
Son élection vient apporter à la Ve République, pour la première fois, une alternance politique. Refusant de toucher aux institutions, François Mitterrand choisit de gouverner avec les mêmes moyens que ses prédécesseurs et nomme le socialiste Pierre Mauroy Premier ministre, sur la base d'une union avec les communistes et les radicaux de gauche. Plusieurs mesures sont lancées rapidement, à savoir l'abolition de la peine de mort, la décentralisation, et la relance de l'économie (augmentation du SMIC et des minima sociaux, nationalisations). Mais cette relance ne porte pas ses fruits et le gouvernement se retrouve cerné par les contraintes financières. Il doit amorcer un changement de politique en 1982-1983 : le tournant de la rigueur. L'échec du projet de loi Savary sur l'éducation en juin 1984 entraine la démission de Pierre Mauroy. C'est le jeune Laurent Fabius qui est nommé premier ministre, les communistes en désaccord avec les mesures de rigueur quittent le gouvernement.
À l'occasion des Élections européennes de 1984, le Front national (FN), formation populiste classée à l'extrême droite de l'échiquier politique, effectue une percée phénoménale, passant d'un niveau proche de zéro à plus de 10 % des suffrages exprimés. Ce succès est concrétisé en 1986 lorsque le FN envoie 32 députés siéger à l'Assemblée nationale, alors élue à la représentation proportionnelle.
Le nouveau gouvernement doit gérer une crise politique en Nouvelle-Calédonie, avec les revendications indépendantistes du FLNKS, et l'Affaire du Rainbow Warrior. En 1985, la majorité vote le passage à la proportionnelle pour les élections législatives de 1986. Cette mesure atténue les conséquences de la défaite de la gauche, mais n'empêchent pas le RPR et l'UDF de devenir majoritaire. Jacques Chirac est nommé premier ministre, c'est la Première cohabitation.
Le gouvernement entreprend alors une politique de privatisations, et profite de l'arrestation en 1987 des membres du groupe Action directe ou la libération des otages français au Liban en 1988. Toutefois, sa popularité chute et celle de François Mitterrand remonte. Ce dernier se présente à sa propre succession, et affronte le Premier Ministre, Jacques Chirac. Plus populaire, vainqueur du débat de l'entre-deux tours, François Mitterrand est confortablement réélu avec 54 % des voix.
Rejeté par la droite traditionnelle, le FN est exclu du jeu des alliances et ne sera jamais en mesure d'obtenir plus d'un siège à l'Assemblée après le rétablissement du scrutin majoritaire dès les législatives de 1988. Cela n'empêchera pas son audience électorale et médiatique de croitre, Jean-Marie Le Pen obtenant plus de 14 % des suffrages exprimés au premier tour de l'élection présidentielle de 1988. Le FN s'impose peu à peu comme une troisième force politique alternative, en dehors de la bipolarisation traditionnelle entre droite et gauche.

### Second septennat (1988-1995)
Sa première mesure est de dissoudre l'Assemblée nationale. Les socialistes l'emportent de justesse (48 % des sièges), et s'ouvrent vers le centre. Michel Rocard est nommé premier ministre. Le nouveau locataire de Matignon acquiert un grand succès avec les accords de Matignon, qui règlent la crise politique en Nouvelle-Calédonie. Le RMI et la CSG sont créés. En 1991, la France s'engage dans la Guerre du Golfe. Alors que sa popularité est au sommet, Mitterrand en profite pour remplacer Michel Rocard qu'il n'apprécie guère, par Édith Cresson. C'est la première femme à être nommée Premier Ministre. Mais la greffe ne prend pas, et après plusieurs déclarations malheureuses, elle est remplacée au bout de 10 mois par Pierre Bérégovoy. C'est à ce moment qu'est ratifié par référendum le Traité de Maastricht, et que François Mitterrand subit sa première intervention chirurgicale pour un cancer de la prostate.
Pour les élections législatives de 1993, la gauche, au sommet de l'impopularité à la suite de plusieurs affaires, est lourdement battue par la droite. Édouard Balladur devient Premier Ministre, c'est la deuxième cohabitation.Cette période est marquée par une consolidation du FN et par la percée significative des mouvements écologistes, en particulier Les Verts et Génération écologie, qui font leur entrée dans plusieurs conseils régionaux à l'issue des élections régionales de 1992 et obtiennent d'excellents scores aux législatives de 1993. Ce succès sera de courte durée, et seuls Les verts parviendront à s'imposer durablement dans le paysage politique avec des scores tournant autour des 4 %. La fin du mandat de François Mitterrand est marqué par plusieurs évènements (suicides de Pierre Bérégovoy et de François de Grossouvre, révélation de l'existence de Mazarine Pingeot et de la jeunesse de Mitterrand à Vichy). De plus, le président est visiblement atteint par les suites d'une seconde intervention chirurgicale pour son cancer. Il ne se représente pas lors de l'élection de 1995 qui voit l'élection de Jacques Chirac.

## La présidence de Jacques Chirac (1995-2007)

### Premier mandat: septennat (1995-2002)

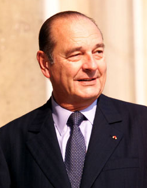
Jacques Chirac en 1999.

La classe politique traditionnelle perd encore du terrain lors de l'élection présidentielle de 1995, au cours de laquelle Jean-Marie Le Pen atteint les 15 %, tandis que l'extrême gauche, représentée par la candidate de Lutte ouvrière Arlette Laguiller, effectue une percée avec plus de 5 % des voix. Cette nouvelle recomposition des forces politiques oblige le Parti socialiste à composer avec des formations concurrentes à gauche, notamment sa petite scission du Mouvement des citoyens (MDC) mené par Jean-Pierre Chevènement.
Le 7 mai 1995, Jacques Chirac est élu président de la République au second tour de l'élection présidentielle face au socialiste Lionel Jospin. Il nomme Alain Juppé Premier ministre, et écarte du gouvernement les personnalités qui ont soutenu la candidature de Édouard Balladur, notamment Nicolas Sarkozy. Le début de son mandat est marqué par une vague d'attentats. Fin 1995, le pays est paralysé par une grève historique, en cause la réforme de la sécurité sociale appelée plan Juppé, et l'ensemble de la politique économique du gouvernement, notamment les privatisations. L'année 1996 est marquée par l'expulsion de sans-papiers de l'Église Saint-Bernard. Face à une forte impopularité, et souhaitant relancer son action, Jacques Chirac décide de dissoudre l'Assemblée nationale au printemps 1997. La Gauche plurielle l'emporte, le socialiste Lionel Jospin devient Premier Ministre et c'est la Troisième cohabitation.
Lors des élections législatives de 1997, la Gauche plurielle menée par le socialiste Lionel Jospin, rassemblant PS, PCF, verts, MDC et radicaux-socialistes, investit une étroite majorité de 55 % des sièges. Le PS, doté d'une majorité relative, doit composer avec les autres forces de la majorité plurielle et Jospin forme dans cet esprit un gouvernement de coalition intégrant toutes ses composantes. Malgré des résultats plutôt satisfaisants, l'alliance volera en éclats, en 2002, à la fin de la législature. 
À droite, l'UDF doit faire face dès 1998 à une scission orchestrée par une quarantaine de députés de sa tendance libérale, qui partent fonder Démocratie libérale (DL). Malgré son groupe parlementaire conséquent, ce parti restera marginal, dépendant de ses alliances avec le RPR et une UDF recentrée. Le Mouvement pour la France (MPF), autre scission de l'UDF intervenue en 1994 à l'initiative du député Philippe de Villiers, restera dans l'ombre jusqu'à sa fusion, en 1999, avec le Rassemblement pour la France (RPF) de l'ex RPR Charles Pasqua, à l'occasion des élections européennes, au cours desquelles leur liste obtient 13 % des voix, devant la liste RPR-DL de Nicolas Sarkozy. Ce sera un succès sans lendemain, le mouvement éclatant dès 2000 lorsque M. de Villiers décide de faire scission pour refonder le MPF, qui retrouve son audience antérieure, tandis que ce qui reste du RPF sombre dans la marginalisation. Un autre petit parti fondé par d'anciens membres des partis de droite traditionnels, Chasse, pêche, nature et traditions (CPNT), connaîtra à la fin des années 1990 un succès éphémère, en obtenant 6 élus lors des européennes de 1999 avec près de 7 % des voix et faisant son entrée dans plusieurs conseils régionaux lors des régionales de 1992 et de 1998. Malgré le score honorable de son chef Jean Saint-Josse à l'élection présidentielle de 2002 (4,2 %), CPNT connaîtra un brutal reflux lors des scrutins qui suivront, au cours desquels le parti perdra tous ses élus régionaux et européens.
La priorité du nouveau gouvernement est de réduire le chômage, ainsi que la préparation de l'entrée de la France dans la Zone euro. Martine Aubry lance les 35 heures, et Dominique Strauss-Kahn mène une politique de réduction des déficits. En juin 1998, la France organise la Coupe du monde de football, et la remporte. Le pays est pris d'euphorie, d'autant que les résultats économiques sont bons, le chômage baisse fortement. En 1999, le préfet de Corse Bernard Bonnet est impliqué dans l'affaire des paillotes, le pétrolier l'Erika pollue les plages bretonnes, et deux tempêtes historiques frappent la France. Le gouvernement est remanié début 2000 à la suite de la démission de Dominique Strauss-Kahn, plusieurs figures historiques de la gauche intègrent le gouvernement, comme Laurent Fabius ou Jack Lang. En septembre 2000, le mandat présidentiel est réduit à cinq ans par un référendum marqué par une forte abstention (69,81 %).
Les derniers mois du mandat de Jacques Chirac sont marqués par l'émotion internationale suscitée par les attentats du 11 septembre 2001 aux États-Unis, par le soutien militaire français lors de la guerre d'Afghanistan, et par une forte hausse du sentiment d'insécurité.

### Second mandat: quinquennat (2002-2007)

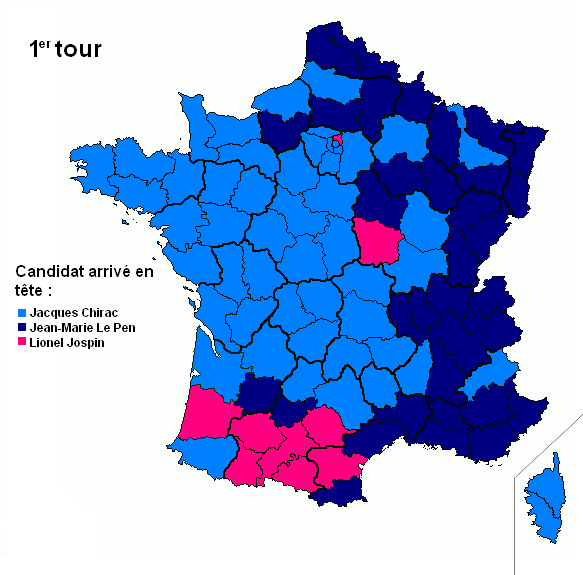
Candidat arrivé en tête dans chaque département au 1er tour de l'élection présidentielle de 2002

L'élection présidentielle de 2002 sera marquée par une fragmentation du paysage politique tenant du jamais vu. Au premier tour, Jean-Marie Le Pen, bénéficiant d'un nouvel apport de voix (il obtint 4 804 713 voix, alors qu'il avait obtenu 4 570 838 voix en 1995 ; son score de 2002 représentait près de 17 % des voix) devance ainsi Lionel Jospin, victime de l'éparpillement des voix de gauche. 
Tous les sondages créditaient le président du Front national de « troisième homme », avec entre 9,5 et 14 % d'intentions de vote. Il arrive finalement en 2e position avec 16,86 % des suffrages, devançant de justesse Lionel Jospin (16,18 %). L'extrême-gauche, dont les candidats Arlette Laguiller et Olivier Besancenot capitalisent 10 % des voix, monte en puissance. Le PCF, qui s'était jusqu'ici maintenu aux alentours de 9 %, s'effondre à 3,3 % avec la candidature de Robert Hue. Avec les candidatures de Jean-Pierre Chevènement pour le MDC et de Christiane Taubira pour le Parti radical de gauche, l'électorat socialiste s'éparpille aux dépens du candidat Jospin. Au second tour, Jacques Chirac, bénéficiant du rejet de l'extrême-droite, écrase Jean-Marie Le Pen avec 82 % des voix. Forte de ce nouveau souffle inattendu, la droite se réorganise, avec le lancement entre les deux tours de l'Union pour la majorité présidentielle (UMP) à l'initiative de Jacques Chirac. L'UMP, fusion du RPR et de Démocratie libérale (scission de l'UDF intervenue en 1998 à l'initiative d'une quarantaine de députés) et ayant reçu le renfort d'une majorité de cadres et d'élus de l'UDF devient le premier grand parti de la droite gouvernementale française. Lors des élections législatives de 2002, l'UMP, largement victorieuse, prend l'hégémonie à droite, la "Nouvelle UDF" de François Bayrou se sauvant qu'une vingtaine de sièges. 
Les scrutins locaux qui suivront verront le retour de la domination du Parti socialiste sur l'ensemble de la gauche, contribuant à faire converger peu à peu le système partisan vers une situation de bipartisme, bien que l'audience conservée par les petits partis (le PCF, les verts et le PRG à gauche, l'UDF à droite), oblige les deux grandes formations à continuer d'évoluer dans le cadre de la bipolarisation.
Le gouvernement de Jean-Pierre Raffarin a plusieurs objectifs : renforcer la sécurité (par Nicolas Sarkozy), réformer les retraites (par François Fillon) et relancer l'économie (par Francis Mer). En février 2003, Jacques Chirac refuse d'engager la France dans la guerre en Irak. Durant l'été 2003, la France doit faire face à une canicule au cours de laquelle 15 000 personnes âgées décéderont. En raison de la colère sociale, la majorité perd les élections régionales de 2004, ce qui entraîne un 1er remaniement. Mais les résultats ne s'améliorent pas et les Français disent non au référendum sur la Constitution européenne. Jean-Pierre Raffarin est alors remplacé par Dominique de Villepin.
Six mois plus tard, après la mort de deux jeunes poursuivis par la police nationale, et réfugiés pour leur échapper dans un transformateur EDF (un troisième ne sera que blessé), des émeutes éclatent dans des banlieues en novembre 2005 qui s'expliquent par le sentiment d'abandon et le chômage élevé qui touchent les descendants d'immigrés en provenance des anciennes colonies. Au niveau international, la France est décrite comme vivant un climat insurrectionnel. Un couvre-feu provisoire sera mis en place en décembre.
La lutte contre le chômage est la priorité du gouvernement, qui propose en septembre 2005 le CNE (déclaré en juillet 2007 illégal par les Instances Internationales). Six mois plus tard, il propose le CPE réservé aux jeunes, mais un vaste Mouvement anti-CPE se met en place et fait reculer le gouvernement. À la fin de ces événements agités, le Pouvoir se contentera de gérer les affaires courantes, et sera principalement occupé par l'affaire Clearstream, puis par la présidentielle de 2007.

## La présidence de Nicolas Sarkozy (2007-2012)

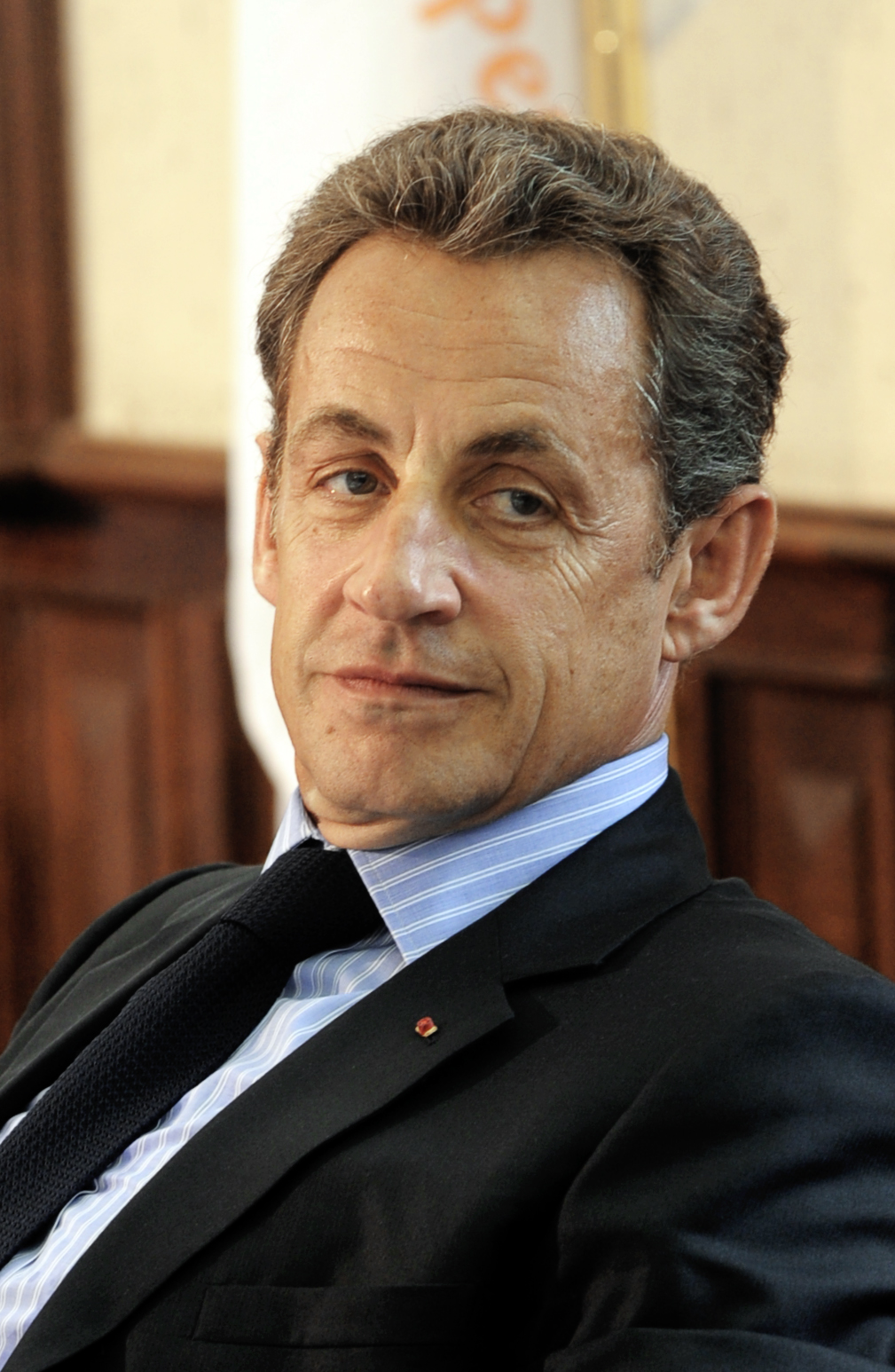
Nicolas Sarkozy en 2010.

Lors de l'élection présidentielle de 2007, l'UMP et le PS se renforcent et leurs candidats s'affrontent au second tour dans un schéma plus traditionnel qu'en 2002. Les petits candidats à la gauche du PS sont laminés, obtenant des scores très inférieurs à ceux qu'ils avaient obtenu en 2002. Jean-Marie Le Pen, concurrencé par la campagne très marquée à droite du candidat de l'UMP Nicolas Sarkozy, s'effondre à 10,4 %, tandis que François Bayrou, en axant son discours sur une volonté de former une formation centriste indépendante de la droite, atteint plus de 18 % des voix. La transformation de l'UDF en Mouvement démocrate (MoDem) ne permettra toutefois pas de concrétiser ce succès, le nouveau parti obtenant un score nettement plus faible lors des législatives qui suivront (7,6 %). En revanche le FN s'effondre à nouveau et, avec 4,3 %, n'est définitivement plus en mesure de peser sur le débat politique. 
Le 6 mai 2007, Nicolas Sarkozy est élu président de la République au second tour de l'élection présidentielle face à la socialiste Ségolène Royal. Il nomme François Fillon Premier ministre, et pratique l'ouverture à des personnalités de gauche, comme Bernard Kouchner. Plusieurs réformes sont rapidement lancées : Loi TEPA qui met en place plusieurs mesures fiscales, suppression (partielle) de la publicité sur France Télévisions, création du RSA, réforme de la carte judiciaire, proposition et adoption du Traité de Lisbonne qui remplace la constitution européenne mort-née en 2005.
Les scrutins locaux qui suivront confirmeront cette tendance. Le paysage politique français s'organise actuellement sur la base d'une opposition gauche/droite très marquée, avec deux grands partis forts, l'UMP et le PS, qui composent avec plusieurs petits partis proches de leur sensibilité. Les dernières élections municipales ont été le théâtre d'une marginalisation du FN, de l'obtention de bons scores pour des listes menées par des partis de gauche autre que le PS (PCF, verts et surtout Ligue communiste révolutionnaire (LCR) dans plusieurs grandes villes) ainsi que de l'échec de la stratégie d'autonomie du MoDem, contraint de composer avec le PS ou l'UMP lorsque c'est possible, battu lorsqu'il présente des listes autonomes.
Fin 2008, la France doit faire face à la crise des subprimes. Les bourses s'effondrent et l'économie entre en récession. Des mesures de relance sont mises en place, comme la suppression de la 1re tranche de l’impôt sur le revenu, ou le retour d'une prime à la casse automobile. Malgré cela, le chômage augmente, le pouvoir d'achat des Français baisse. Durant l'été 2010, la France est vivement critiquée pour avoir mis en place des expulsions massives et discriminatoires de roms à la suite d'un fait divers. Dans le même temps, les retraites sont réformées par Éric Woerth, avec de nombreuses manifestations et une polémique qui éclate à la suite de l'implication présumée du ministre dans plusieurs affaires. Le président atteint alors un niveau d’impopularité record.
Les élections européennes de 2009, marquées par un taux de participation historiquement faible de 40,6 %, ont été l'occasion de plusieurs reclassements sur l'échiquier politique français. L'UMP s'est imposée avec près de 28 % des voix, loin devant le PS qui, à 16,5 %, subit la concurrence d'Europe écologie, rassemblement écologiste initié par les verts (16,3 %). Ce scrutin fut également l'occasion d'une nouvelle déconvenue pour le MoDem qui n'obtient qu'un piètre score de 8,5 %, très en dessous de la performance réalisée par l'UDF en 2004. À gauche, le Front de gauche initié par le Parti communiste et le nouveau Parti de gauche fondé par d'anciens membres de la minorité du PS obtient 6,5 % des voix, tandis que l'extrême-gauche se renforce considérablement, avec la percée du Nouveau Parti anticapitaliste (NPA), successeur de la LCR, qui obtient 5 % des voix (Lutte ouvrière est à 1,2 %). Le FN, à qui profite normalement ce type d'élection, demeure faible à seulement 6,3 % des voix, devant les listes Libertas alliant le Mouvement pour la France et CPNT, à 4,8 %, là aussi en net reflux par rapport aux scores obtenus par le seul MPF lors des scrutins précédents. Des courants minoritaires, en particulier l'Alliance écologiste indépendante et la formation gaulliste « Debout la République », obtiennent en outre des scores significatifs (respectivement 3,6 et 1,8 %).
Les élections régionales de 2010 sont remportées par la gauche qui gagne 21 des 22 régions métropolitaines. Cela est principalement dû à un retour du Front national qui réalise 11,4 % des suffrages et s'est maintenu dans douze régions. Les élections cantonales de 2011 sont aussi gagnées par la gauche qui totalise 49 % des voix. L'UMP est la grande perdante de cette élection, puisqu'elle ne représente que 17 % des voix. Le Front national, quant à lui poursuit son ascension et réalise 15 % des voix. Désormais, tous les regards sont portés vers l'élection présidentielle de 2012.
Fin 2010, le président choisit de relancer l'action gouvernementale, avec le départ de Jean-Louis Borloo, Bernard Kouchner et Éric Woerth et le retour d'Alain Juppé. Quelques semaines plus tard, la nouvelle ministre des affaires étrangères Michèle Alliot-Marie est contrainte de démissionner après une série de maladresses au cours de la Révolution tunisienne. Elle est remplacée par Alain Juppé, ainsi que Brice Hortefeux au ministère de l'intérieur par Claude Guéant, qui durcit alors le discours sur l'immigration. Dans le même temps, la France intervient militairement en Libye et en Côte d'Ivoire sous mandat de l'ONU.
Une nouvelle étape de la crise frappe la France et l'Europe durant l'été 2011. Les bourses s'effondrent à la suite de la perte du triple A par les États-Unis, et la confiance disparaît dans les dettes publiques. Le gouvernement est contraint de lancer un premier plan d'austérité de 11 milliards d'euros fin août, puis un autre de 8 milliards en novembre. De plus, les sommets européens tentent de résoudre les problèmes grecs, espagnols et italiens.
Mais les efforts du gouvernement sont vains, et l'agence de notation Standard & Poor's dégrade la note de la France en janvier 2012. Le président, alors en difficulté dans les sondages pour sa réélection, réunit un sommet social pour atténuer la hausse du chômage. Il décide également de relancer la TVA sociale, entraînant un passage de la TVA de 19,6 % à 21,2 %. La fin du mandat de Nicolas Sarkozy est marquée par les tueries de Toulouse et Montauban.
Candidat à sa propre succession, Nicolas Sarkozy mène une campagne marquée par un positionnement très à droite. Lors du premier tour de l'élection présidentielle de 2012, il se qualifie pour le second tour au cours duquel il rassemble 48,36 % des voix. Il quitte la présidence de la république le 15 mai 2012 après les cérémonies du 8 mai où il accueille son successeur, François Hollande.

## La présidence de François Hollande (2012-2017)

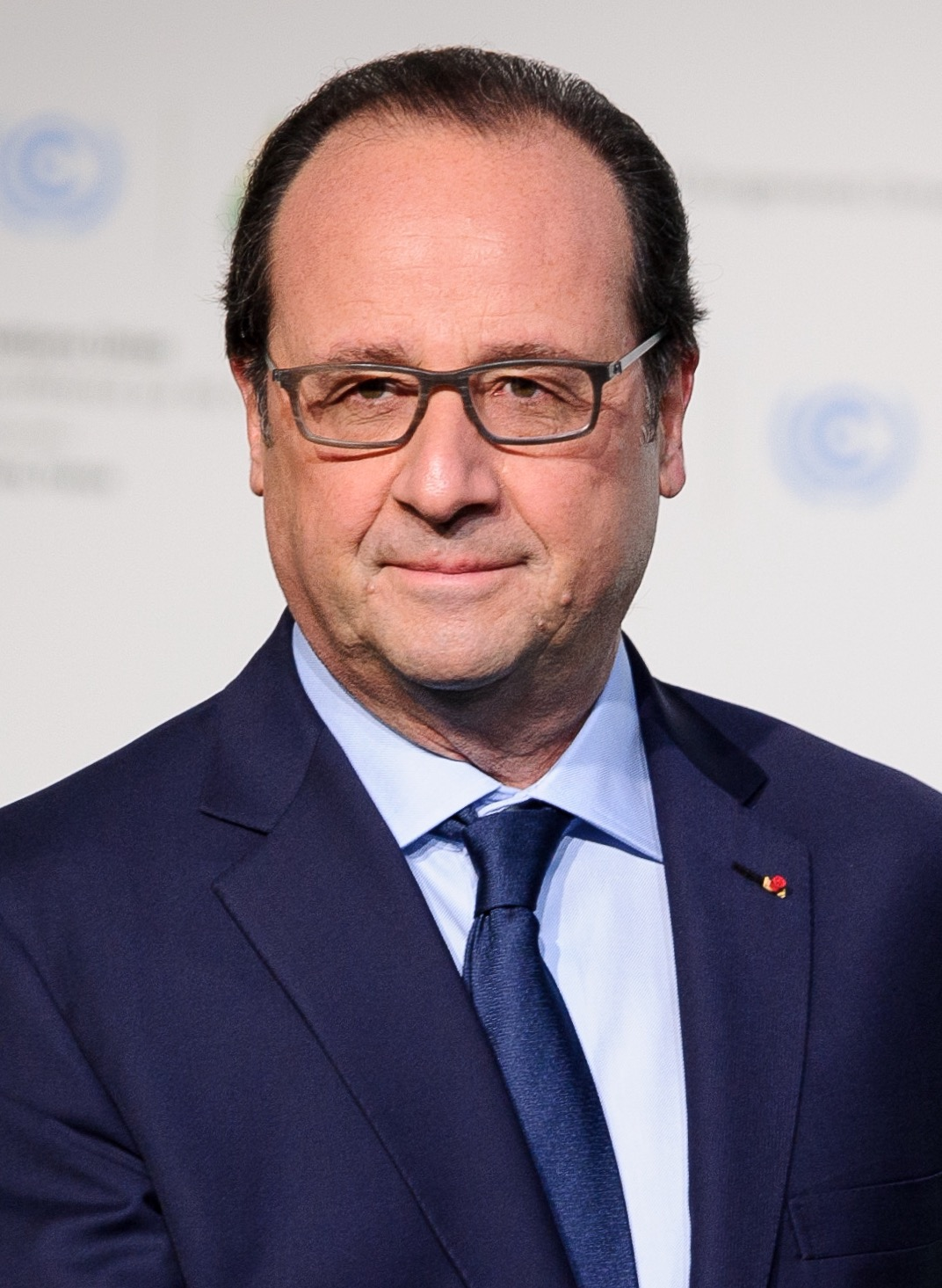
François Hollande en 2015.

Le premier tour de l'élection présidentielle de 2012 voit le candidat du  PS François Hollande arriver en tête devant le président sortant Nicolas Sarkozy ; les observateurs notent également les 18 % de la candidate FN Marine Le Pen, qui maintient son parti comme troisième force politique nationale. Au second tour, François Hollande l'emporte sur Nicolas Sarkozy, par 51,6 %. Le 17 juin suivant, à la suite des élections législatives, le Parti socialiste devient majoritaire à l'Assemblée nationale. Ainsi, pour la première fois sous la Ve République la gauche est majoritaire dans toutes les institutions (Présidence, Parlement, Conseils régionaux, Conseils départementaux, Conseils municipaux).
François Hollande nomme Jean-Marc Ayrault Premier ministre et compose un gouvernement paritaire (17 femmes et 17 hommes) marqué par une grande diversité.
Le 31 mars 2014, après la défaite du PS aux élections municipales, le Premier ministre Jean-Marc Ayrault démissionne. François Hollande nomme Manuel Valls, alors ministre de l'Intérieur, Premier ministre. Ces deux derniers font face à une importante baisse de popularité, due à une politique jugée inefficace par bon nombre de citoyens et une incarnation par François Hollande du Président de la République très contestée. Nonobstant, la gestion des attentats de janvier 2015 par le Président, le Premier ministre, le ministre de l'Intérieur et dans une plus ample mesure de tout le gouvernement, est saluée unanimement par la classe politique.
La forte poussée du FN lors des scrutins suivants conduit les observateurs à évoquer, surtout à partir des élections européennes de 2014, une « tripartition » du système politique, expression créée dès 1997 par Gérard Grunberg et Étienne Schweisguth à propos de l’élection présidentielle de 1995 ; le politologue Joël Gombin remet en cause cette notion en soulignant que « la porosité entre les électorats de l’extrême droite et de la droite ne cesse de grandir », et lui préfère celle de « système bipolaire, mais asymétrique ».
À la suite d'une forte impopularité, aussi bien dans son propre camp qu'au sein de la population française, François Hollande annonce en décembre 2016 qu'il ne se représentera pas pour un second mandat. Fait inédit, il n'annonce par ailleurs aucun soutien clair au candidat de son propre parti, Benoit Hamon, et appelle à voter pour Emmanuel Macron au deuxième tour de l'élection présidentielle de 2017.

## La présidence d'Emmanuel Macron (depuis 2017)

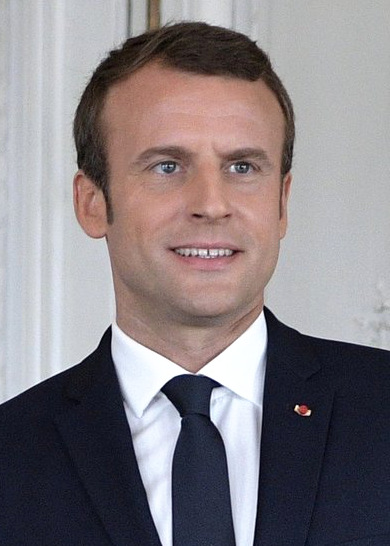
Emmanuel Macron en 2017.

### Premier quinquennat (2017-2022)
Au terme d'une élection présidentielle atypique, le 7 mai 2017, Emmanuel Macron est élu président de la République, ayant fait face à Marine Le Pen au second tour. Le bipartisme politique formé alors par le Parti socialiste et Les Républicains s'effondre au profit d'un candidat dont l'ascension politique est extrêmement rapide : Macron ne devient connu par le grand public qu'en 2014, lors de sa nomination au ministère de l'Économie. En outre, il est le plus jeune président élu et son mouvement En marche (de tendance sociale-libérale, centre-droit) n'est créé qu'en 2016, soit un an auparavant. Lors de cette élection, le Parti socialiste au pouvoir s'effondre en effectuant le score le plus bas depuis sa création (6,3 % avec Benoît Hamon), au profit de deux candidats qui ont polarisé ses deux tendances : la France insoumise de Jean-Luc Mélenchon (19,6 %) représentant un socialisme écologique marqué plus à gauche, et En marche d'Emmanuel Macron (24,1 %) incarnant désormais sa tendance social-libérale.
À la suite des élections législatives, ce même parti (devenu La République en marche) remporte la majorité des sièges au parlement. Le Parti socialiste passe de près de 300 sièges avec ses alliés à seulement 30, et Les Républicains passent de près de 200 sièges à moins d'une centaine.
Emmanuel Macron devient président de la République et forme un gouvernement comprenant des ministres venus de gauche, de centre et de droite. À l'Assemblée, on compte, pour la première fois sous la Ve République, deux oppositions : d'une part, trois groupes de députés de gauche (groupe La France insoumise, groupe Nouvelle gauche et groupe de la Gauche démocrate et républicaine) ; d'autre part, le groupe Les Républicains qui reste, avec 102 députés, la première force d'opposition.
Le premier quinquennat du Président Emmanuel Macron est marqué par des crises sociales, notamment la révolte des Gilets Jaunes et les très longues grèves contre la réforme des retraites de 2019. Le quinquennat est également marqué par la pandémie du COVID-19 qui impacte durablement l'économie du pays.

### Second quinquennat (depuis 2022)
Le 24 avril 2022, après une élection plus que tendue, Emmanuel Macron est élu président de la République pour la seconde fois avec près de 58 % des suffrages exprimés soit 17 millions d'électeurs. C'est la première fois dans l'histoire de la Cinquième République qu'un président en exercice est réélu hors période de cohabitation.
Le 19 juin 2022, le jour du second tour des élections législatives, l'Assemblée nationale élue ne voit aucune majorité absolue. Élisabeth Borne, la Première ministre, choisit de ne pas organiser de vote de confiance. Une motion de censure est alors déposée par la gauche unie (NUPES) après le discours de politique générale, mais celle-ci est rejetée par Les Républicains et le Rassemblement national.
Le second quinquennat du Président Emmanuel Macron est marqué, en 2023, par une réforme des retraites qui suscite un mouvement social d'ampleur, les sondages d'opinion montrant par ailleurs un rejet de la réforme par une majorité de la population (60 % en janvier 2023 selon Elabe, 64 % en février 2023 selon Ipsos Sofra Steria). La loi est promulguée le 14 avril 2023 après que la Première ministre a engagé la responsabilité de son gouvernement sur le texte en utilisant l'article 49 alinéa 3 de la Constitution, conduisant ainsi à l'adoption du texte sans vote de l'Assemblée nationale.
En avril 2023, l'agence de notation Fitch abaisse la note de la France, de AA à AA-.
Le 9 juin 2024, après une large victoire du Rassemblement National aux élections européennes, le président de la République Emmanuel Macron dissout l'Assemblée nationale. Les élections législatives françaises de 2024 ont lieu les 30 juin et 7 juillet et débouchent sur une crise politique.

## La France dans la construction européenne
La construction européenne a débuté dès le lendemain de la Seconde Guerre mondiale, notamment sous l'impulsion de Robert Schuman et de Jean Monnet, par la création de la Communauté européenne du charbon et de l'acier (CECA).
Elle a été poursuivie sous la Ve République par tous les présidents, qu'ils soient de droite ou de gauche. En effet, bien que la France reste très attachée à sa riche histoire et à son indépendance, le pouvoir se situant au moins autant au niveau économique qu'au niveau politique, les dirigeants français travaillent à lier de plus en plus l'avenir du pays au développement de l'Union européenne. Le créateur de la Cinquième République, Charles de Gaulle, était assez sceptique quant à la construction européenne et bloqua par exemple l'entrée dans la CEE du Royaume-Uni qu'il considérait comme le cheval de Troie de l'Amérique par la politique des chaises vides. La construction européenne s'accélère donc pendant la présidence de Pompidou et surtout de Giscard d’Estaing. Pendant la présidence de François Mitterrand, celui-ci insista sur l'importance de l'intégration européenne, et poussa à la ratification du traité de Maastricht sur l'union économique et politique européenne. Cette ratification fut approuvée par l'électorat français en septembre 1992. En 2003, la France et l'Allemagne ont par plusieurs aspects renforcé leurs liens, le fait le plus marquant étant peut-être la représentation des intérêts de l'Allemagne par le président de la République française au Conseil européen, attestant de la confiance mutuelle que se portent les deux pays et montrant l'exemple à leurs partenaires européens.
Jacques Chirac fut obligé, pour satisfaire aux critères de l'Union économique et monétaire, de mener plutôt une politique de réformes économiques et de rigueur. Fin 1995, la France connut d'ailleurs les plus importantes grèves de la décennie, lorsque les fonctionnaires protestèrent contre l'alignement de leur régime de retraite sur celui du privé, dans la lignée de cette politique de rigueur.
En politique étrangère, Jacques Chirac mit l'accent sur la protection de la force d'interposition française en ex-Yougoslavie, et aida à promouvoir les accords de paix négociés à Dayton, et signés à Paris en décembre 1995. Avec l'Allemagne et la Russie, la France fut l'un des opposants les plus fermes à la deuxième guerre d'Irak menée par George W. Bush et ses alliés.
Les gouvernements français se sont montrés défenseurs de la politique de l'ONU et de l'Union européenne au Kosovo, puis dans les Balkans.

Drapeau européen

Le 29 mai 2005, les Français rejettent (54,87 % des voix exprimées en faveur du non et de 45,13 % pour le oui) par référendum le « Traité établissant une constitution pour l'Europe », qui avait été adopté par les chefs d’État et de gouvernement des 25 pays membres de l'Union européenne le 19 juin 2004 au Conseil européen de Bruxelles et formellement signé à Rome le 29 octobre suivant.
Dès le 16 mai 2007, juste après sa prise de fonctions de président de la république, Nicolas Sarkozy s'est rendu à Berlin rencontrer la chancelière allemande Angela Merkel, pour tenter de « laver le non français du référendum de 2005 » et réaffirmer l'amitié franco-allemande et la place de la France dans l'Europe. Le 23 mai, le président Sarkozy s'est rendu à Bruxelles en Belgique pour discuter, avec le président de la Commission européenne José Manuel Barroso, à propos d'un « traité simplifié » entre la France et ses partenaires européens. Le traité de Lisbonne a été adopté par l'Assemblée nationale. Le 1er juillet 2008, la France prend, pour six mois, la présidence tournante de l'Union européenne, qu'elle retrouve le 1er janvier 2022 sous Emmanuel Macron.